# Johnny Damon
Johnny David Damon, född den 5 november 1973 i Fort Riley i Kansas, är en amerikansk före detta professionell basebollspelare som spelade 18 säsonger i Major League Baseball (MLB) 1995–2012. Damon var outfielder, främst centerfielder.
Damon draftades av Kansas City Royals 1992 som 35:e spelare totalt. Han spelade sedan för Royals (1995–2000), Oakland Athletics (2001), Boston Red Sox (2002–2005), New York Yankees (2006–2009), Detroit Tigers (2010), Tampa Bay Rays (2011) och Cleveland Indians (2012). Totalt spelade han 2 490 matcher med ett slaggenomsnitt på 0,284, 235 homeruns och 1 139 RBI:s (inslagna poäng).
Damon vann två World Series-titlar, den ena med Boston Red Sox 2004 och den andra med New York Yankees 2009. Vidare togs han ut till MLB:s all star-match två gånger (2002 och 2005).
Damon representerade USA vid World Baseball Classic 2006. I kvalet till World Baseball Classic 2013 representerade han dock Thailand. Han kunde göra detta eftersom hans mamma är från Thailand.